# Kamieniec Ząbkowicki (gromada 1954–1957)
Kamieniec Ząbkowicki – dawna gromada, czyli najmniejsza jednostka podziału terytorialnego Polskiej Rzeczypospolitej Ludowej w latach 1954–1972.
Gromady, z gromadzkimi radami narodowymi (GRN) jako organami władzy najniższego stopnia na wsi, funkcjonowały od reformy reorganizującej administrację wiejską przeprowadzonej jesienią 1954 do momentu ich zniesienia z dniem 1 stycznia 1973, tym samym wypierając organizację gminną w latach 1954–1972.
Gromadę Kamieniec Ząbkowicki z siedzibą GRN w Kamieńcu Ząbkowickim utworzono – jako jedną z 8759 gromad na obszarze Polski – w powiecie ząbkowickim w woj. wrocławskim, na mocy uchwały nr 33/54 WRN we Wrocławiu z dnia 2 października 1954. W skład jednostki weszły obszary dotychczasowych gromad Kamieniec Ząbkowicki, Byczeń i Goleniów Śląski ze zniesionej gminy Kamieniec Ząbkowicki w tymże powiecie. Dla gromady ustalono 12 członków gromadzkiej rady narodowej.
1 stycznia 1958 gromadę Kamieniec Ząbkowicki zniesiono w związku z nadaniem jej statusu osiedla. 1 stycznia 1973 osiedle Kamieniec Ząbkowicki zniesiono, równocześnie reaktywując w powiecie ząbkowickim gminę Kamieniec Ząbkowicki.